# Kubok SSSR 1954
La Kubok SSSR 1954 fu la 15ª edizione del trofeo. Vide la vittoria finale della Dinamo Kiev, al suo primo titolo. Fu la seconda volta che vinse una squadra non di Mosca (dopo la vittoria dello Zenit nel 1944) e la prima di una squadra non appartenente alla RSSF Russa.

## Formula
Come nella precedente edizione furono ammesse a partecipare alla competizione non solo le 49 partecipanti alle due serie del campionato (13 di Klass A e 36 di Klass B), ma anche le 18 formazioni vincitrici delle varie coppe delle repubbliche costituenti l'Unione Sovietica (sedici repubbliche più le città di Leningrado e di Mosca):
- Sokol Tallinn (RSS Estone);
- Dinamo Petrozavodsk (RSS Carelo-Finlandese);
- Inkaras Kaunas (RSS Lituana);
- Sarkanais Metalurgs (RSS Lettone);
- Torpedo Vicebsk (RSS Bielorussa);
- Mašinostroitel' Kiev (RSS Ucraina);
- Lokomotiv Ungheni (RSS Moldava);
- TTU Tbilisi (RSS Georgiana).
- Chimik Kirovakan[1] (RSS Armena);
- Zavod im. Budennogo Baku (RSS Azera);
- Dinamo Alma-Ata (RSS Kazaka);
- ODO Tashkent (RSS Uzbeka);
- Komanda goroda Kalininskoe (RSS Kirghiza)[2];
- Città di Leninabad (RSS Turkmena);
- Dinamo-2 Mosca (città di Mosca);
- ODO Leningrado (città di Leningrado);
- Urožaj Aşgabat (RSS Tagika);
- ODO Khabarovsk (RSSF Russa).

Erano previsti otto turni, tutti con gare di sola andata e tempi supplementari, ma non rigori: in caso di parità si ricorreva al replay, disputato il giorno seguente sul medesimo terreno di gioco.
Molte gare furono disputate in campo neutro; semifinali e finale furono disputate nello Stadio Dinamo (Mosca).

## Primo turno
Le gare furono disputate tra il 15 agosto e il 25 agosto 1954.
| Squadra 1                    | Risultato   | Squadra 2                |
| ---------------------------- | ----------- | ------------------------ |
| ODO Kiev                     | [ 3 ]       | ODO Sverdlovsk           |
| Spartak Aşgabat              | 12 – 1      | Urožaj Aşgabat           |
| Spartak Tashkent             | 5 – 0       | ODO Tashkent             |
| Profsoyuzy Leninabad         | 4 – 3 (dts) | Città di Leninabad       |
| Iskra Frunze                 | 11 – 1      | Profsoyuzy Frunze        |
| Neftyanik Krasnodar          | 1 – 2       | Šachter Mosbass          |
| Neftyanik Baku               | 2 – 1       | Zavod im. Budennogo Baku |
| Krasnaya Zvezda Petrozavodsk | 3 – 0       | Dinamo Petrozavodsk      |
| Kalev Tallinn                | 4 – 0       | Sokol Tallinn            |
| Inkaras Kaunas               | 0 – 2       | Spartak Vilnius          |
| Daugava Rīga                 | 1 – 0       | Sarkanais Metalurgs      |
| Burevestnik Kishinev         | 3 – 2       | Lokomotiv Ungheni        |
| Mašinostroitel' Kiev         | 1 – 0       | Voronež                  |
| Lokomotiv Alma-Ata           | 2 – 1       | Dinamo Alma-Ata          |
| Spartak Erevan               | 3 – 0       | Città di Kirovakan       |
| ODO Tbilisi                  | 2 – 0       | TTU Tbilisi              |

## Secondo turno
Le gare furono disputate tra il 17 agosto e il 3 settembre 1954.
| Squadra 1                    | Risultato   | Squadra 2            |
| ---------------------------- | ----------- | -------------------- |
| Spartak Erevan               | [ 4 ]       | Lokomotiv Alma-Ata   |
| ODO-Chabarovsk               | [ 5 ]       | Torpedo Stalingrado  |
| Zenit Mosca                  | 1 – 2       | Spartak Užhorod      |
| Metallurg Dnipropetrovs'k    | 6 – 0       | Avangard Sverdlovsk  |
| Torpedo Rostov               | 3 – 1       | Spartak Kalinin      |
| Krasnoe Znamja Ivanovo       | 1 – 3 (dts) | Šachtyor Stalino     |
| Dinamo-2 Mosca               | 3 – 2       | DOF Sebastopoli      |
| Profsoyuzy Leninabad         | 2 – 3 (dts) | Spartak Tashkent     |
| Neftyanik Baku               | 1 – 4       | ODO Kiev             |
| Città di Molotov             | 2 – 1       | Energija Saratov     |
| Iskra Frunze                 | 3 – 1       | Spartak Aşgabat      |
| ODO Leningrado               | 4 – 0       | Avangard Chelyabinsk |
| Spartak Vilnius              | 2 – 0       | Kalev Tallinn        |
| Pishchevik Minsk             | 2 – 0       | Torpedo Vitebsk      |
| ODO Tbilisi                  | 3 – 0       | Daugava Rīga         |
| ODO Leopoli                  | 3 – 1       | Metalurh Zaporižžja  |
| Krasnaya Zvezda Petrozavodsk | 1 – 2 (dts) | Burevestnik Kishinev |
| Šachter Mosbass              | 2 – 0       | Metallurg Odessa     |
| Mašinostroitel' Kiev         | 1 – 6       | Khimik Mosca         |

## Sedicesimi di finale
Le gare furono disputate tra il 26 agosto e il 13 settembre 1954.
| Squadra 1                 | Risultato   | Squadra 2                   |
| ------------------------- | ----------- | --------------------------- |
| Metallurg Dnipropetrovs'k | [ 7 ]       | Iskra Frunze                |
| Torpedo Gor'kij           | 4 – 2       | Città di Molotov            |
| Lokomotiv Mosca           | 4 – 0       | Spartak Tashkent            |
| ODO Leningrado            | 3 – 2 (dts) | Trudovye Rezervy Leningrado |
| Spartak Mosca             | 3 – 1       | Dinamo Mosca                |
| Spartak Minsk             | 4 – 0       | ODO Kiev                    |
| Lokomotiv Charkiv         | 1 – 3       | Spartak Užhorod             |
| Pishchevik Minsk          | 0 – 3 (dts) | Khimik Mosca                |
| Dinamo-2 Mosca            | 1 – 2       | Zenit Leningrado            |
| Burevestnik Kishinev      | 1 – 0 (dts) | ODO Tbilisi                 |
| Torpedo Rostov            | 0 – 4       | CDSA Mosca                  |
| Dinamo Kiev               | 4 – 2       | Spartak Vilnius             |
| ODO Leopoli               | 3 – 2       | Kryl'ja Sovetov Kujbyšev    |
| Torpedo Mosca             | 3 – 0       | ODO-Chabarovsk              |
| Šachter Mosbass           | 0 – 3       | Spartak Erevan              |
| Šachtyor Stalino          | 1 – 0       | Dinamo Tbilisi              |

## Ottavi di finale
Le gare furono disputate tra l'8 settembre e il 5 ottobre 1954.
| Squadra 1                 | Risultato   | Squadra 2            |
| ------------------------- | ----------- | -------------------- |
| Metallurg Dnipropetrovs'k | 5 – 3 (dts) | Torpedo Gor'kij      |
| ODO Leningrado            | 3 – 1       | Burevestnik Kishinev |
| Zenit Leningrado          | 2 – 0       | Lokomotiv Mosca      |
| Šachtyor Stalino          | 3 – 1       | Spartak Užhorod      |
| Spartak Erevan            | 2 – 0       | Spartak Minsk        |
| ODO Leopoli               | 0 – 1       | Khimik Mosca         |
| Spartak Mosca             | 1 – 3       | Dinamo Kiev          |
| CDSA Mosca                | 1 – 0 (dts) | Torpedo Mosca        |

## Quarti di finale
Le gare furono disputate tra il 22 settembre e il 12 ottobre 1954.
| Squadra 1                 | Risultato   | Squadra 2        |
| ------------------------- | ----------- | ---------------- |
| Metallurg Dnipropetrovs'k | 2 – 1 (dts) | ODO Leningrado   |
| Spartak Erevan            | 1 – 0       | Šachtyor Stalino |
| Zenit Leningrado          | 2 – 0       | Khimik Mosca     |
| Dinamo Kiev               | 3 – 1 (dts) | CDSA Mosca       |

## Semifinali
Le gare furono disputate l'11 e il 16 ottobre 1954.
| Squadra 1      | Risultato   | Squadra 2                 |
| -------------- | ----------- | ------------------------- |
| Spartak Erevan | 4 – 0       | Metallurg Dnipropetrovs'k |
| Dinamo Kiev    | 1 – 0 (dts) | Zenit Leningrado          |

## Finale
| Mosca 20 ottobre 1954, ore ?:?                                         | Dinamo Kiev | 2 – 1 referto | Spartak Erevan | Stadio Dinamo (Mosca) |
| \| \| \| \| \| Тerent'ev 35’ Koman 69’ \| Marcatori \| 49’ Merkulov \| |             |               |                |                       |
|                                                                        |             |               |                |                       |
| Тerent'ev 35’ Koman 69’                                                | Marcatori   | 49’ Merkulov  |                |                       |